# Дземе
Дземе (итал. Zeme) — коммуна в Италии, располагается в регионе Ломбардия, в провинции Павия.
Население составляет 1197 человек (2008 г.), плотность населения составляет 48 чел./км². Занимает площадь 25 км². Почтовый индекс — 27030. Телефонный код — 0384.
Покровителем коммуны почитается святой Александр из Бергамо, празднование 26 августа.

## Демография
Динамика населения:

## Администрация коммуны
- Официальный сайт: